# 郑元昭
鄭元昭（1582年—？），字二資，號著存，江西撫州府臨川縣人，民籍。

## 生平
壬午四月十一日生，行二十七，治《春秋》，由附生中式丁酉鄉試五十四名舉人，年二十八歲中式萬曆三十八年庚戌科會試一百四十七名，第三甲第一百三十八名進士。禮部觀政，授直隸池州府青陽知縣，調繁華亭縣，四十五年左遷山西布政司照磨。

## 家族
曾祖鄭文嵩；祖鄭旭（？-1561年），號安山；父鄭舉（1534年-1607年），字時達，號存吾，贈文林郎；嫡母劉氏（封儒人）；生母黃氏。慈侍下。兄象昭；文昭；武昭；全昭；有昭（儒士）；懋昭（廩生）；鄭之文（同榜進士）；萬雄（武舉），弟日昭（庠生）；弘昭；義昭；信昭；憲昭；琦（庠生）。